# Nestor González
Néstor Walter González (ur. 25 września 1937 w Buenos Aires) – argentyński zapaśnik walczący w obu stylach. Olimpijczyk z Monachium 1972, gdzie zajął dziewiętnaste miejsce w stylu klasycznym i 22. w stylu wolnym. Walczył w wadze półśredniej.
Brązowy medalista igrzysk panamerykańskich w 1971 roku.

## Letnie Igrzyska Olimpijskie 1972
| Konkurencja           | Rundy eliminacyjne   | Rundy eliminacyjne      | Klas. końcowa |
| Konkurencja           | Przeciwnik I         | Przeciwnik II           | Miejsce       |
| --------------------- | -------------------- | ----------------------- | ------------- |
| 74 kg styl klasyczny. | Mehmet Türüt (TUR) P | Vítězslav Mácha (TCH) P | 19.           |

| Konkurencja       | Rundy eliminacyjne        | Rundy eliminacyjne     | Klas. końcowa |
| Konkurencja       | Przeciwnik I              | Przeciwnik II          | Miejsce       |
| ----------------- | ------------------------- | ---------------------- | ------------- |
| 74 kg styl wolny. | Wolfgang Nitschke (GDR) P | Miroslav Musil (TCH) P | 22.           |